# Sumio Miwa
Sumio Miwa (jap. 三輪寿美雄 Miwa Sumio; ur. 25 lipca 1932) – japoński lekkoatleta, chodziarz.
Podczas igrzysk olimpijskich w Tokio (1964) zajął 27. miejsce w chodzie na 50 kilometrów z czasem 4:52:00,6.
Złoty medalista mistrzostw kraju.

## Rekordy życiowe
- Chód na 50 kilometrów – 4:31:08 (1964)